# Alright (canción)
«Alright» es una canción interpretada por la banda británica Jamiroquai. Fue publicada el 28 de abril de 1997 como el tercer sencillo de su tercer álbum de estudio, Travelling without Moving.

## Video musical
El videoclip de «Alright» fue dirigido por el director británico Vaughan Arnell, y tiene lugar en una fiesta de lujo. Presenta Jay Kay cantando en un ascensor con el resto de Jamiroquai. Luego, interpretaron la canción en la fiesta y, al final del videoclip, la multitud canta el coro tomado de material grabado en vivo en Argentina. El vídeo comienza como una secuela de «Cosmic Girl», con Jamiroquai apareciendo en autos deportivos, y Kay conducía el mismo Lamborghini mientras lo estacionaba en la entrada de la fiesta. Posteriormente estuvo disponible en el canal oficial de YouTube de Jamiroquai en 2009 y había generado más de 25 millones de visitas hasta octubre de 2023.

## Recepción de la crítica
Chris Finan de RM Dance Update, de la revista Music Week, escribió: “En una línea muy similar a Everything but the Girl en el arreglo, esto se describe con precisión como funky house con un tinte suave y se transmite muy bien en este paquete”. Paul Verna de Billboard nombró «Alright» como un punto destacado del álbum y lo describió como “optimista”.  Un escritor no especificado de la revista Music Week afirmó que “con sus deliciosos ritmos retro funky y su agradable coro, esta última joya de Travelling Without Moving le permitirá a Jay Kay y compañía conseguir uno de sus mayores éxitos hasta la fecha”.

## Lista de canciones
| UK CD No.1 single |                                      |          |  |
| N.º               | Título                               | Duración |  |
| 1.                | «Alright» (Radio Edit)               | 3:39     |  |
| 2.                | «Alright» (Version – Vocal)          | 6:04     |  |
| 3.                | «Alright» (Dub – Vocal)              | 5:34     |  |
| 4.                | «Alright» (D.J. – Version Excursion) | 6:47     |  |

| UK CD No.2 single |                                 |          |  |
| N.º               | Título                          | Duración |  |
| 1.                | «Alright» (Full Length Version) | 4:23     |  |
| 2.                | «Alright» (Tee's in House Mix)  | 7:20     |  |
| 3.                | «Alright» (Tee's Digital Club)  | 7:15     |  |
| 4.                | «Alright» (Tee's Radio Jay)     | 3:27     |  |

| European 12" single |                                |          |  |
| N.º                 | Título                         | Duración |  |
| 1.                  | «Alright» (Vocal Version)      | 6:04     |  |
| 2.                  | «Alright» (Tee's in House Mix) | 7:20     |  |
| 3.                  | «Space Cowboy» (Classic Club)  | 7:52     |  |
| 4.                  | «Cosmic Girl» (Classic Mix)    | 9:22     |  |

## Posicionamiento

### Gráfica semanal
| Gráfica (1997)                                           | Pico de posición |
| -------------------------------------------------------- | ---------------- |
| Alemania (Official German Charts)                        | 98               |
| Bélgica (Valonia) (Ultratop 50 Singles)                  | 38               |
| Canadá (RPM Dance)                                       | 13               |
| Escocia (Scottish Singles Chart)                         | 8                |
| Estados Unidos (Billboard Hot 100)                       | 78               |
| Estados Unidos (Billboard Dance Club Songs)              | 7                |
| Estados Unidos (Billboard Dance Singles Sales)           | 39               |
| Estados Unidos (Billboard Hot R&B/Hip-Hop Songs)         | 84               |
| Estados Unidos (Billboard Hot R&B/Hip-Hop Singles Sales) | 62               |
| Estados Unidos (R&R Alternative Top 50)                  | 48               |
| Europa (Eurochart Hot 100 Singles)                       | 35               |
| Finlandia (Suomen virallinen lista)                      | 13               |
| Islandia (Íslenski Listinn Topp 40)                      | 2                |
| Italia (Musica e dischi)                                 | 6                |
| Reino Unido (UK Singles Chart)                           | 6                |
| Reino Unido (UK Dance Singles Chart)                     | 3                |
| Reino Unido (UK Hip Hop and R&B Singles Chart)           | 1                |
| Reino Unido (RM Club Chart)                              | 1                |

### Gráfica de fin de año
| Gráfica (1997)              | Pico de posición |
| --------------------------- | ---------------- |
| Reino Unido (RM Club Chart) | 25               |

## Historial de lanzamientos
| Región         | Fecha               | Formato           | Discográfica     | Ref.   |
| -------------- | ------------------- | ----------------- | ---------------- | ------ |
| Reino Unido    | 28 de abril de 1997 | 12" CD            | Sony Soho Square | [ 28 ] |
| Japón          | 28 de mayo de 1997  | CD                | Epic             | [ 29 ] |
| Estados Unidos | 21 de julio de 1997 | Radio Alternativa | Work             | [ 30 ] |